# Dalle Ardenne all'inferno
Dalle Ardenne all'inferno è un film del 1967 diretto da Alberto De Martino, conosciuto anche con il titolo inglese The Dirty Heroes.

## Trama
Tre americani (di cui uno muore nella fuga) evadono da un campo di concentramento vicino ad Amsterdam. Trenta civili olandesi – che non sanno o non vogliono dare informazioni sui fuggiaschi – vengono fucilati dai tedeschi per rappresaglia.
I due americani superstiti raggiungono un gruppo di anti-nazisti e a loro si unisce anche la moglie di un capo della Wehrmacht, la quale è una giovane ebrea che vive sotto falsa identità.
L'obiettivo del gruppo è quello di sottrarre ai tedeschi alcune documentazioni utili ai partigiani olandesi.

## Critica
Morando Morandini, nel suo Dizionario dei film, lo ha definito un «surrogato d'imitazione».